# Wilhelm Ullrich (Politiker, 1906)
Wilhelm Ullrich (* 28. Dezember 1906; † 6. Mai 2003 in Bremen) war ein Bremer Politiker (SPD) und Mitglied der Bremischen Bürgerschaft.

## Biografie
Ullrich war als Schweißer in Bremen tätig. Er war Mitglied der SPD.
Vom November 1946 bis 1947 war er Mitglied der ersten gewählten Bremischen Bürgerschaft und in Deputationen der Bürgerschaft tätig.